# Station de ski La Bresse Brabant
Pour les articles homonymes, voir Brabant.
La Bresse Brabant  est une petite station de ski française située dans les Vosges sur la commune de La Bresse au col du Brabant. Elle comporte trois remontées mécaniques et huit pistes de descente
Elle propose également :
- espace débutant et cours ESF
- piste de luge
- espace de snow kite.
- 4 circuits raquettes totalisant 23km [3]

## Historique
Dans les années 1950 le téléski des Écorces est brièvement déplacé au Brabant, plus enneigé, avant de revenir à son emplacement initial, plus proche des boutiques des commerçants qui l'ont financé. La station actuelle est fondée en 1969.

## Notes et références

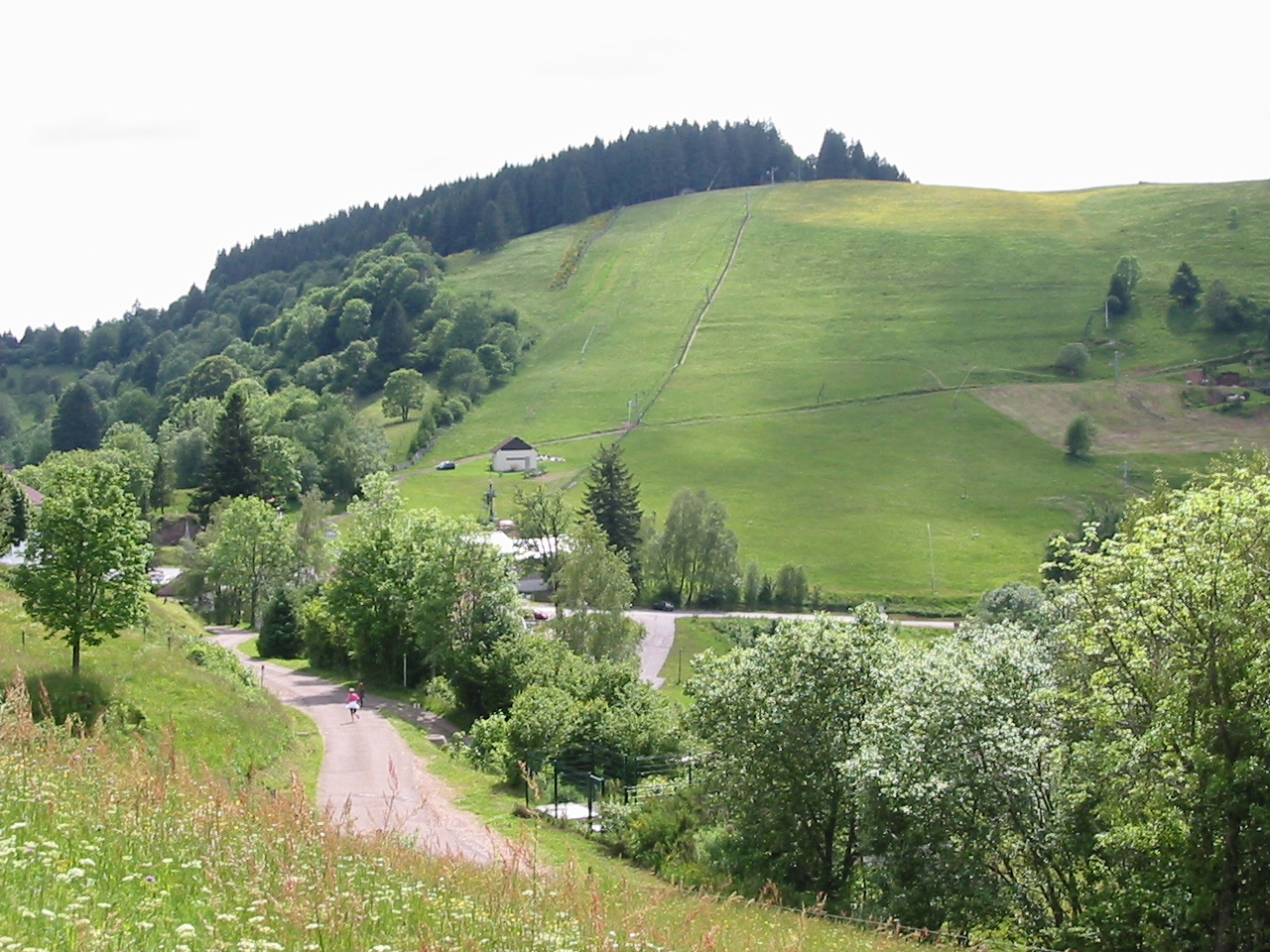
Une partie du domaine en juin

## Statistiques et fréquentation
En 2011 la station a accueilli 7 954 journées skieurs.